# Rycerze Pracy

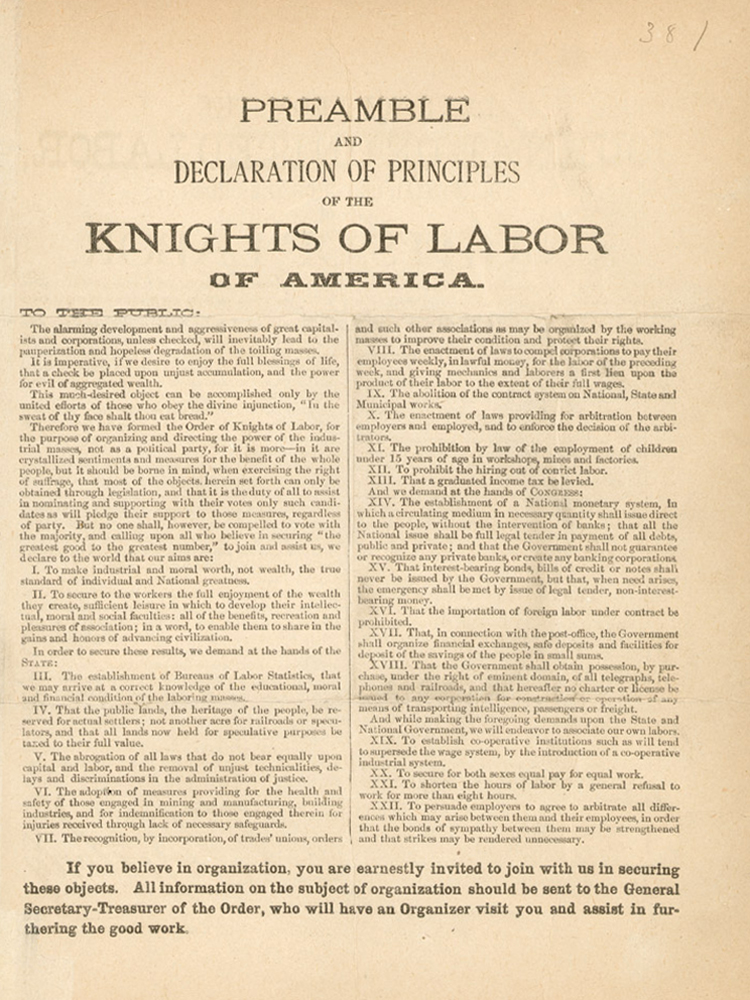
Deklaracja Rycerzy Pracy

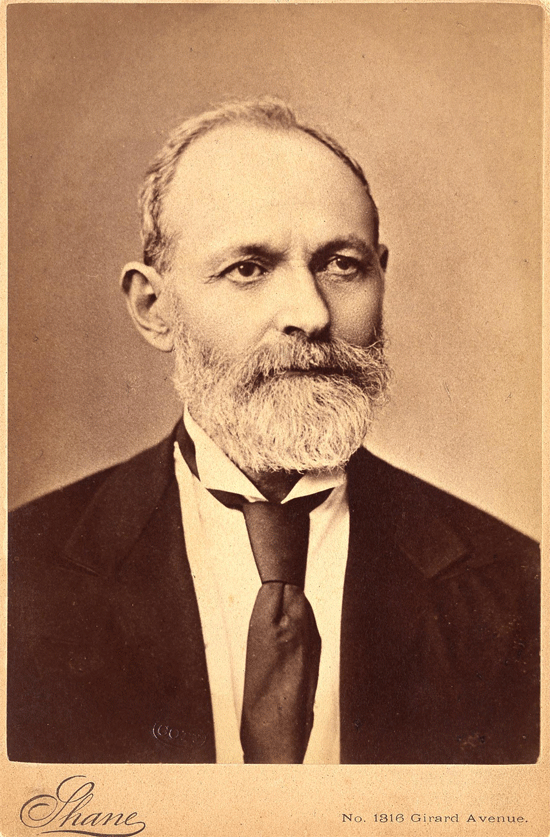
Uriah Smith Stephens około 1900

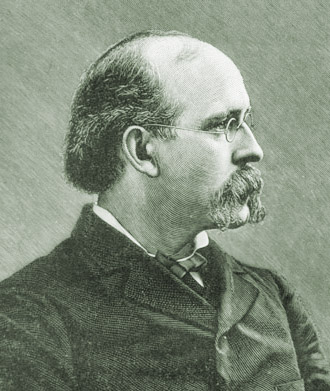
Terence Powderly około 1890

Szlachetny i Święty Zakon Rycerzy Pracy (ang. Noble and Holy Order of the Knights of Labor) - największa XIX-wieczna amerykańska organizacja związkowa założona w 1869 roku przez Uriaha Smitha Stephensa. Około 1900 została wyparta przez American Federation of Labor.

## Wzory
Schematy organizacyjne i wzorce przyjął Stephens od masonerii, którą był zafascynowany. Na czele zakonu stał Wielki Mistrz Robotników (Grand Master Workman), któremu do pomocy służyli Czcigodny Mędrzec, Dostojny Majster i Nieznany Rycerz. Rytuał inicjacyjny zaczerpnięty był też ze wzorców masońskich. Hasłem przewodnim było: Krzywda jednego obchodzi nas wszystkich.

## Historia
Program zakonu nie był rewolucyjny ani radykalny. Nie podejmowano otwartej walki politycznej, czy też koncepcji zmian strukturalnych w społeczeństwie. Na czoło wybijały się: konspiracja, organizacja spółdzielcza i oświata. Konspiracja była wówczas warunkiem koniecznym, po skazaniu na śmierć przywódców robotniczych nawołujących do strajku generalnego w 1866, a potem przywódców górniczych po strajkach w latach 1874-1875. Spółdzielczość miała być środkiem do poprawy bytu robotników i była dalekim echem idei socjalizmu utopijnego. Oświata natomiast służyć miała gruntownemu poznaniu przez robotników własnego położenia i praw, tak aby umieli nie tylko dostrzec mechanizmy sprawiedliwości społecznej, ale także je skutecznie egzekwować. Hasłem było Nauka - arsenałem, rozum - bronią, urna wyborcza - pociskiem.
Program i zasady działania skorygowano znacząco na zjeździe w Reading w 1878. Przyjęto m.in. postulat 8-godzinnego dnia pracy i nacjonalizacji niektórych gałęzi gospodarki (kolej, telegraf, telefon), co miało być kluczem do zmian systemowych. Ze środków nacisku wyłączono natomiast strajk. W tamtym czasie 60% środków organizacyjnych przeznaczano na propagowanie i tworzenie spółdzielni. 
W 1879 Stephens zrezygnował ze stanowiska Mistrza Robotników - zastąpił go Terence Powderly. W 1881 zakon zrezygnował z zasady konspiracji, co przyczyniło się do jego wzrostu liczebnego. W 1878 liczył 9287 członków, w 1883 - 52.000, a w latach największego rozkwitu (1885-1886) - 600.000. Progiem wiekowym do przyjęcia było osiem lat, fakt niesprzedawania alkoholu oraz niereprezentowania wolnych zawodów, np. lekarskiego, czy adwokackiego. Zakaz przyjmowania obejmował pracodawców. W zakonie obowiązywał również względny solidaryzm rasowy, należeli tu również Afroamerykanie i Indianie. Zgromadzenia zakonu powstawały na terenach indiańskich, gdzie tradycyjne związki zawodowe nie operowały. 

## Schyłek
Po 1882 Powderly, pod naciskiem mas związkowych, zmuszony był zrewidować swoje stanowisko odnośnie do nieprowadzenia przez zakon strajków. Mimo to przełom lat 80. i 90. XIX wieku był już okresem schyłkowym dla organizacji. W 1890 liczyła ona 100.000 członków, w 1893 - 74.000, a około 1900 zakon praktycznie przestał działać. Ostatnie ogniwo rozpadło się jednak dopiero w 1947, a jego członkowie przeszli do Amerykańskiej Federacji Pracy.